# S'gaw
S'gaw (en s'gaw karen: စှီၤ; en birmano: ပှၤကညီဖိ) son un grupo étnico de Myanmar y Tailandia, también conocido como Pwak'nyaw, Paganyaw, Bar Htee, Skaw o Pakayo. Hace parte del pueblo Karen y habla el idioma S'gaw Karen.
Científicos y conservacionistas han reconocido la efectividad de las prácticas indígenas de manejo de recursos y conservación de la cuenca del río Salween.